# Sportska dvorana Laktaši
Sportska dvorana Laktaši – hala widowiskowo-sportowa w Laktaši, w Republice Serbskiej, w Bośni i Hercegowinie. Została otwarta 6 października 2010 roku. Może pomieścić 3076 widzów. Swoje spotkania rozgrywają na niej koszykarze klubu KK Igokea. Obiekt znajduje się tuż obok Stadionu Miejskiego.
Projekt hali powstał na przełomie lat 2007 i 2008. Za projekt odpowiedzialne było biuro architektoniczne Projekt a.d. Banja Luka, a głównym architektem obiektu był Mihailo Lujak. Budowę przeprowadzono w latach 2008–2010, a jej koszt wyniósł 15 mln KM. Uroczyste otwarcie areny, z udziałem m.in. premiera Republiki Serbskiej, Milorada Dodika, miało miejsce 6 października 2010 roku.